# Llista de peixos del riu Sant Llorenç
Aquesta llista de peixos del riu Sant Llorenç -incompleta- inclou 67 espècies de peixos que es poden trobar al riu Sant Llorenç.
| Ordre              | Família         | Nom científic                | Nom català                     | Nivell tròfic | Hàbitat         | Observacions | Imatge                      |
| Acipenseriformes   | Acipenseridae   | Acipenser fulvescens         | Esturió groc                   | 3,3           | Demersal        | Nadiu        | Acipenser fulvescens        |
| Acipenseriformes   | Acipenseridae   | Acipenser oxyrinchus         |                                | 3,4           | Demersal        | Nadiu        | Acipenser oxyrinchus        |
| Amiiformes         | Amiidae         | Amia calva                   |                                | 3,8           | Demersal        | Nadiu        | Amia calva                  |
| Atheriniformes     | Atherinopsidae  | Labidesthes sicculus         |                                | 3,0           | Pelàgic         | Nadiu        | Labidesthes sicculus        |
| Cypriniformes      | Catostomidae    | Carpiodes cyprinus           |                                | 2,6           | Demersal        | Nadiu        | Carpiodes cyprinus          |
| Cypriniformes      | Catostomidae    | Moxostoma anisurum           |                                | 3,0           | Demersal        | Nadiu        | Moxostoma anisurum          |
| Cypriniformes      | Catostomidae    | Moxostoma carinatum          |                                | 3,6           | Demersal        | Nadiu        |                             |
| Cypriniformes      | Catostomidae    | Moxostoma hubbsi             |                                | 3,2           | Demersal        | Nadiu        |                             |
| Cypriniformes      | Catostomidae    | Moxostoma macrolepidotum     |                                | 3,1           | Demersal        | Nadiu        | Moxostoma macrolepidotum    |
| Cypriniformes      | Catostomidae    | Moxostoma valenciennesi      |                                | 3,3           | Demersal        | Nadiu        | Moxostoma valenciennesi     |
| Perciformes        | Centrarchidae   | Ambloplites rupestris        |                                | 3,4           | Demersal        | Nadiu        | Ambloplites rupestris       |
| Perciformes        | Centrarchidae   | Lepomis macrochirus          |                                | 3,2           | Bentopelàgic    | Nadiu        | Lepomis macrochirus         |
| Perciformes        | Centrarchidae   | Micropterus dolomieu         | Perca americana de boca petita | 3,2           | Bentopelàgic    | Nadiu        | Micropterus dolomieu        |
| Perciformes        | Centrarchidae   | Micropterus salmoides        | Perca americana                | 3,8           | Bentopelàgic    | Nadiu        | Micropterus salmoides       |
| Perciformes        | Centrarchidae   | Pomoxis nigromaculatus       |                                | 4,2           | Bentopelàgic    | Nadiu        | Pomoxis nigromaculatus      |
| Clupeiformes       | Clupeidae       | Alosa pseudoharengus         |                                | 3,5           | Pelàgic-nerític | Nadiu        | Alosa pseudoharengus        |
| Clupeiformes       | Clupeidae       | Alosa sapidissima            | Saboga sapidíssima             | 3,5           | Pelàgic-nerític | Nadiu        | Alosa sapidissima           |
| Clupeiformes       | Clupeidae       | Dorosoma cepedianum          | Alosa de pedrer americana      | 2,4           | Pelàgic-nerític | Nadiu        | Dorosoma cepedianum         |
| Scorpaeniformes    | Cottidae        | Cottus cognatus              |                                | 3,4           | Demersal        | Nadiu        | Cottus cognatus             |
| Scorpaeniformes    | Cottidae        | Cottus ricei                 |                                | 3,0           | Demersal        | Nadiu        |                             |
| Scorpaeniformes    | Cottidae        | Myoxocephalus thompsonii     |                                | 3,2           | Demersal        | Nadiu        |                             |
| Cypriniformes      | Cyprinidae      | Cyprinella spiloptera        |                                | 3,1           | Bentopelàgic    | Nadiu        |                             |
| Cypriniformes      | Cyprinidae      | Exoglossum maxillingua       |                                | 3,0           | Demersal        | Nadiu        |                             |
| Cypriniformes      | Cyprinidae      | Hybognathus hankinsoni       |                                | 3,1           | Demersal        | Nadiu        |                             |
| Cypriniformes      | Cyprinidae      | Hybognathus regius           |                                | 2,0           | Bentopelàgic    | Nadiu        |                             |
| Cypriniformes      | Cyprinidae      | Notropis bifrenatus          |                                | 2,8           | Bentopelàgic    | Nadiu        | Notropis bifrenatus         |
| Cypriniformes      | Cyprinidae      | Notropis heterodon           |                                | 3,0           | Bentopelàgic    | Nadiu        |                             |
| Cypriniformes      | Cyprinidae      | Notropis hudsonius           |                                | 2,5           | Bentopelàgic    | Nadiu        | Notropis hudsonius          |
| Cypriniformes      | Cyprinidae      | Notropis rubellus            |                                | 3,1           | Bentopelàgic    | Nadiu        | Notropis rubellus           |
| Cypriniformes      | Cyprinidae      | Notropis stramineus          |                                | 2,4           | Bentopelàgic    | Nadiu        | Notropis stramineus         |
| Cypriniformes      | Cyprinidae      | Notropis volucellus          |                                | 2,6           | Bentopelàgic    | Nadiu        | Notropis volucellus         |
| Cypriniformes      | Cyprinidae      | Pimephales notatus           |                                | 3,1           | Demersal        | Nadiu        | Pimephales notatus          |
| Cypriniformes      | Cyprinidae      | Rhinichthys atratulus        |                                | 3,0           | Demersal        | Nadiu        | Rhinichthys atratulus       |
| Cypriniformes      | Cyprinidae      | Scardinius erythrophthalmus  |                                | 2,9           | Bentopelàgic    | Introduït    | Scardinius erythrophthalmus |
| Cypriniformes      | Cyprinidae      | Semotilus corporalis         |                                | 3,4           | Demersal        | Nadiu        | Semotilus corporalis        |
| Esociformes        | Esocidae        | Esox americanus americanus   |                                | 3,7           | Demersal        | Nadiu        | Esox americanus americanus  |
| Esociformes        | Esocidae        | Esox masquinongy             | Luci masquinongi               | 4,5           | Demersal        | Nadiu        | Esox masquinongy            |
| Cyprinodontiformes | Fundulidae      | Fundulus diaphanus diaphanus |                                | 3,2           | Bentopelàgic    | Nadiu        |                             |
| Hiodontiformes     | Hiodontidae     | Hiodon tergisus              |                                | 3,7           | Pelàgic         | Nadiu        | Hiodon tergisus             |
| Siluriformes       | Ictaluridae     | Ameiurus melas               |                                | 3,7           | Demersal        | Nadiu        | Ameiurus melas              |
| Siluriformes       | Ictaluridae     | Ameiurus natalis             |                                | 3,3           | Demersal        | Nadiu        | Ameiurus natalis            |
| Siluriformes       | Ictaluridae     | Ameiurus nebulosus           | Peix gat bru                   | 3,4           | Demersal        | Nadiu        | Ameiurus nebulosus          |
| Siluriformes       | Ictaluridae     | Noturus flavus               |                                | 3,2           | Demersal        | Nadiu        | Noturus flavus              |
| Siluriformes       | Ictaluridae     | Noturus gyrinus              |                                | 3,3           | Demersal        | Nadiu        | Noturus gyrinus             |
| Siluriformes       | Ictaluridae     | Noturus insignis             |                                | 3,3           | Demersal        | Nadiu        | Noturus insignis            |
| Lepisosteiformes   | Lepisosteidae   | Lepisosteus osseus           |                                | 4,2           | Demersal        | Nadiu        | Lepisosteus osseus          |
| Perciformes        | Moronidae       | Morone americana             |                                | 3,0           | Demersal        | Nadiu        | Morone americana            |
| Perciformes        | Moronidae       | Morone chrysops              |                                | 4,0           | Demersal        | Nadiu        | Morone chrysops             |
| Perciformes        | Moronidae       | Morone saxatilis             | Llobarro atlàntic ratllat      | 4,5           | Demersal        | Nadiu        | Morone saxatilis            |
| Osmeriformes       | Osmeridae       | Osmerus mordax mordax        | Esperlà nord-americà           | 3,0           | Pelàgic-oceànic | Nadiu        | Osmerus mordax mordax       |
| Perciformes        | Percidae        | Ammocrypta pellucida         |                                | 3,6           | Demersal        | Nadiu        |                             |
| Perciformes        | Percidae        | Etheostoma exile             |                                | 3,2           | Bentopelàgic    | Nadiu        |                             |
| Perciformes        | Percidae        | Etheostoma nigrum            |                                | 3,2           | Bentopelàgic    | Nadiu        | Etheostoma nigrum           |
| Perciformes        | Percidae        | Etheostoma olmstedi          |                                | 2,9           | Bentopelàgic    | Nadiu        | Etheostoma olmstedi         |
| Perciformes        | Percidae        | Percina caprodes             |                                | 3,4           | Bentopelàgic    | Nadiu        |                             |
| Perciformes        | Percidae        | Percina copelandi            |                                | 3,3           | Bentopelàgic    | Nadiu        |                             |
| Perciformes        | Percidae        | Sander canadensis            |                                | 4,1           | Demersal        | Nadiu        | Sander canadensis           |
| Perciformes        | Percidae        | Sander vitreus               |                                | 4,5           | Demersal        | Nadiu        | Sander vitreus              |
| Petromyzontiformes | Petromyzontidae | Ichthyomyzon fossor          |                                | 4,1           | Demersal        | Nadiu        | Ichthyomyzon fossor         |
| Petromyzontiformes | Petromyzontidae | Ichthyomyzon unicuspis       |                                | 4,5           | Demersal        | Nadiu        | Ichthyomyzon unicuspis      |
| Petromyzontiformes | Petromyzontidae | Lampetra appendix            |                                | 4,3           | Demersal        | Nadiu        |                             |
| Petromyzontiformes | Petromyzontidae | Lampetra lamottenii          |                                | 4,3           | Demersal        | Nadiu        |                             |
| Salmoniformes      | Salmonidae      | Coregonus artedi             |                                | 3,3           | Pelàgic-nerític | Nadiu        | Coregonus artedi            |
| Salmoniformes      | Salmonidae      | Prosopium cylindraceum       |                                | 3,3           | Demersal        | Nadiu        | Prosopium cylindraceum      |
| Salmoniformes      | Salmonidae      | Salvelinus alpinus alpinus   | Truita alpina                  | 4,3           | Bentopelàgic    | Nadiu        | Salvelinus alpinus alpinus  |
| Perciformes        | Sciaenidae      | Aplodinotus grunniens        |                                | 3,4           | Demersal        | Nadiu        | Aplodinotus grunniens       |
| Esociformes        | Umbridae        | Umbra limi                   |                                | 3,2           | Demersal        | Nadiu        |                             |
| ------------------ | --------------- | ---------------------------- | ------------------------------ | ------------- | --------------- | ------------ | --------------------------- |